# 維爾卡維什基斯區
維爾卡維什基斯區是立陶宛馬里揚泊列縣内的市镇，行政中心为維爾卡維什基斯市。市镇面積为1,259平方公里，2020年人口数量为34,660人。